# Agenda gay
Agenda gay, agenda homosexuală sau agenda LGBT (din engleză gay agenda) este un termen, introdus de organizații creștin-conservatoare din SUA, care descrie într-un mod peiorativ lupta pentru obținerea de drepturi a organizațiilor de homosexuali din SUA. În viziunea militanților conservatori, această așa-zisă "agendă homosexuală" este un set de concepții, concretizat într-un adevărat program de acțiune, destinat să promoveze homosexualitatea, împreună cu strategiile de implementare a acestui program. Direcțiile principale de acțiune ar fi îndoctrinarea elevilor din școlile publice, cu precădere a celor din cursul primar și secundar, concomitent cu anihilarea oricărei opoziții, obținerea de drepturi “speciale” pentru homosexuali, distorsionarea și reinterpretarea textelor biblice ce condamnă homosexualitatea și practicile sexuale homosexuale. De asemenea, ei consideră că militanții homosexuali luptă pentru obținerea de drepturi pe care restul populației nu le are, prin adoptarea de legi “speciale”, care să le confere imunitate în fața oricărei critici, cum ar fi legile privind discursul “plin de ură” (engl. hate speech). Astfel de legi, promulgate în favoarea unei minorități sexuale, destinate să reducă la tăcere orice formă de opoziție din partea marii majorități heterosexuale, sunt azi cea mai mare provocare în fața libertății de exprimare. Printre obiectivele de ultimă oră înscrise în agenda homosexuală, se numără și interzicerea terapiei de conversie pentru homosexuali, în special pentru adolescenți, precum și împiedicarea cercetării pseudoștiințifice în acest domeniu. În SUA, în statele California și New Jersey au fost deja promulgate astfel de legi, proiecte de legi similare urmând a fi adoptate și în alte state.
Deși militanții homosexuali neagă cu îndârjire existența acestui adevărat program politic de acțiune, termenul de “agendă homosexuală” a început să apară chiar și în documente oficiale. Judecătorul Antonin Scalia, de la Curtea Supremă a Statelor Unite s-a referit la o „așa-zis[ă] agendă homosexuală” în cursul procesului Lawrence v. Texas, 539 U.S. 558. (2003) Dintre țările cu populație creștină, Rusia este de departe campioană la capitolul respingere a presupusei "agende homosexuale". Autoritățile ruse au criticat vehement politica pro-homosexuali a administrației Obama, pe car o acuza că face din aceasta o prioritate în raport cu gravele probleme economice cu care se confruntă SUA.

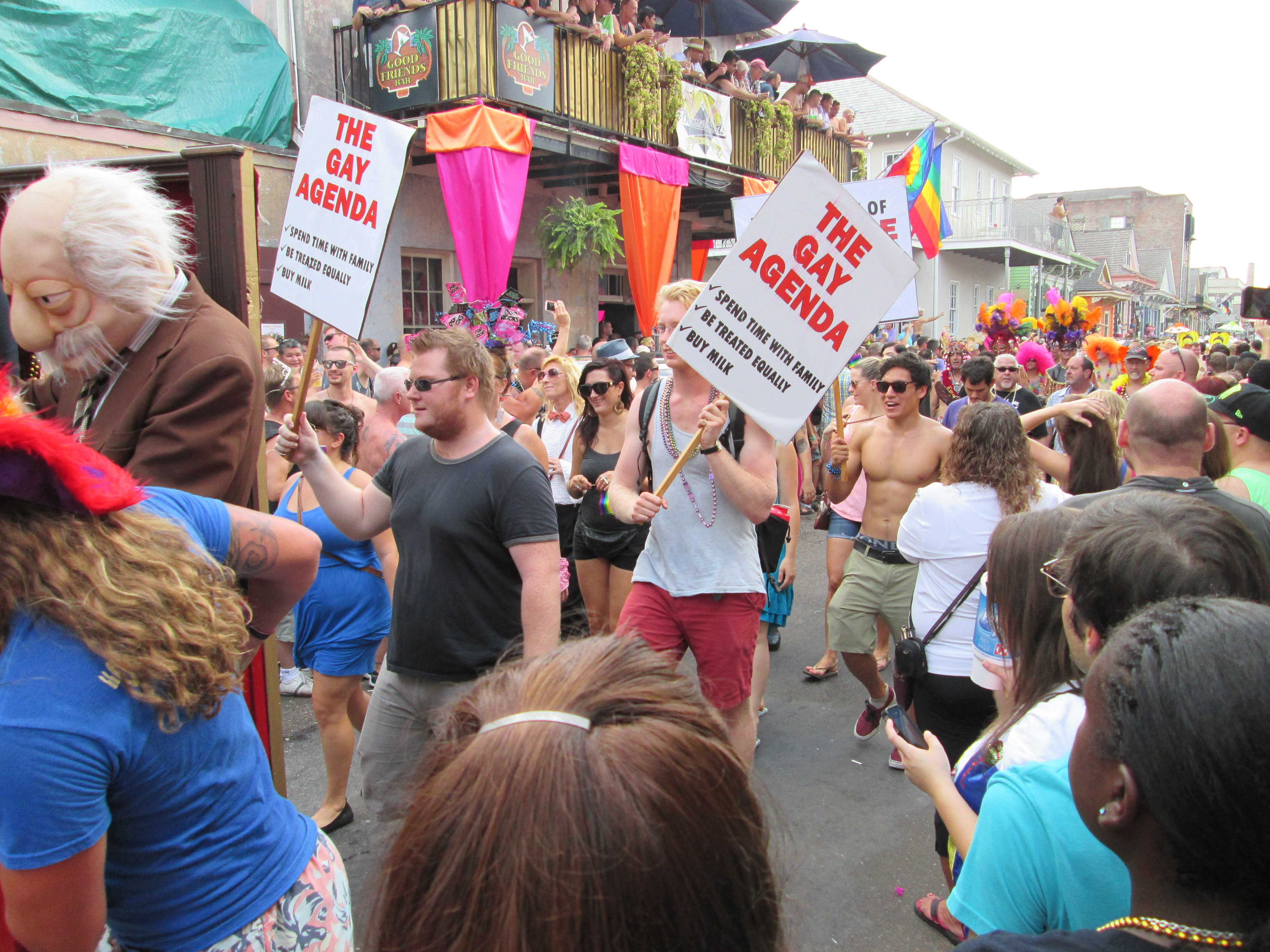
Paradă gay în cartierul francez din New Orleans, cu ocazia sărbătorii anuale Southern Decadence. Pancartele ți păpușile satirizează pe cei ce susțin existența "agendei gay".

## Istoric
Termenul de “agendă homosexuală” (engl. gay agenda) a apărut inițial în SUA, fiind utilizat pentru prima dată într-un discurs public din anul 1992, atunci când Family Research Council, o grupare fundamentalistă creștină de dreapta, a lansat un serial video intitulat “The Gay Agenda”, în cadrul unei campanii contra homosexualității. În același an, o altă grupare conservatoare, Oregon Citizens Alliance, a utilizat acest video într-o campanie pentru amendarea Constituției statului Oregon, în vederea prevenirii a ceea ce militanții organizației numeau “drepturi special pentru persoanele LGBT”. Un anume Paul Cameron, cofondator al Institutului pentru Investigarea Științifică a Sexualității din Londra, denumit ulterior Institutul de Cercetare a Familiei (Family Research Institute), apărea într-unul din episoade, afirmând că 75% din homosexuali ingerează regulat materii fecale, iar 70-78% au o boală cu transmitere sexuală. The Gay Agenda a fost urmat de alte documentare: The Gay Agenda in Public Education (1993), The Gay Agenda: March on Washington (1993) și Stonewall: 25 Years of Deception (1994). Documentarele conțin interviuri cu oponenți ai propagandei homosexuale.
Family Research Council este considerat instituție de promovare a urii de către South Poverty Law Center.

## Reacția asociaților de apărare a drepturilor LGBTQIA
Organizația Alianța Gay și Lesbiană contra Defăimării (engl. Gay & Lesbian Alliance Against Defamation, prescurtat GLAAD) a descris termenul drept :
„o invenție retorică a homofobilor anti-gay, care încearcă să creeze un climat de teamă, descriind în termeni catastrofici lupta pentru drepturile civile ale comunității LGBT.”
Unii comentatori au remarcat lipsa de realism și veridicitate a ideii de "agendă gay". Alți comentatori au arătat că această așa-zisă "agendă gay" nu este altceva decât "propagandă anti-homosexuală". GLAAD și activiștii homosexuali au descris asocierea homosexualității cu pedofilia și abuzurile sexuale asupra copiilor, drept "o tentativă de a insinua că persoanele LGBT reprezintă o amenințare la adresa societății și familiei în general, a copiilor în special"." Organizația GLAAD consideră aserțiunile care leagă pedofilia de homosexualitate drept "defăimătoare, dăunătoare și absolut false". Unii autori consideră termenul de "agendă homosexuală" (în engl. "gay agenda") drept insultător.
Într-o conferință de presă din 22 decembrie 2010, raportorul american Barney Frank a afirmat despre această așa-zisă "agendă homosexuală":
„(agenda homosexuală) înseamnă protecția față de crimele violente cauzate de bigotism, înseamnă posibilitatea de a te căsători, de a-ți găsi o slujbă, de a lupta pentru țara ta. Este un ultim avertisment pentru cei care se tem de o "agendă homosexuală" radicală. Am zis!”

## Înființarea GLAAD
Organizația cunoscută sub numele de Alianța Gay și Lesbiană contra Defăimării, (engl. Gay & Lesbian Alliance Against Defamation, prescurtat GLAAD) este o organizație neguvernamentală, înființată de militanții LGBT, destinată să monitorizeze luările de poziție contra homosexualității și homosexualilor în mass-media. Misiunea sa principală a fost să fie un fel de porta-voce a comunității LGBT. Organizația a fost înființată în 1985, în New York, SUA, pentru a protesta contra politicii editoriale a ziarului New York Post privind epidemia de SIDA și a modului defăimător în care ziarul prezenta rolul homosexualilor în răspândirea acestei boli. Membrii fondatori au fost Vito Russo, cercetător în domeniul cinematografiei, Gregory Kolovakos, pe atunci membru în conducerea New York State Council on the Arts, devenit ulterior director executiv al acestuia, un anume Darryl Yates Rist, scriitorul Allen Barnett și Jewelle Gomez, primul trezorier al organizației. În 1987, în urma unei întâlniri cu membrii GLAAD, ziarul New York Times a decis să-și schimbe politica editorială, luând decizia de a folosi termenul "gay" în locul celui de "homosexual", considerat peiorativ datorită conotațiilor medicale. De asemenea, GLAAD a militat pe lângă Associated Press, posturi de televiziune și ziare, puterea și influența sa crescând continuu, inclusiv asupra industriei cinematografice, scopul principal fiind schimbarea percepției marii mase a populației asupra comunității LGBT. Entertainment Weekly, cea mai răspândită revistă din domeniul divertismentului din SUA, a desemnat GLAAD drept "cea mai puternică entitate a Hollywood-ului", iar ziarul Los Angeles Times a descris GLAAD drept cea mai de succes organizație care militează în mass-media în favoarea comunității LGBT. În primii cinci ani de activitate, GLAAD, denumită inițial "Liga Gay și Lesbiană contra Defăimării"(Gay and Lesbian Anti-Defamation League), a înființat filiale în mai multe orașe, cele mai importante însă rămânând cele din Los Angeles și New York, și ulterior, San Francisco. Organizația militează pentru o imagine pozitivă a comunității homosexuale în mass-media, contra celor care se opun homosexualității, ca și contra celor care sunt favorabili terapiei de conversie a homosexualilor. Influența GLAAD asupra mass-mediei din SUA, și implicit asupra opiniei publice din SUA, este enormă. De exemplu, prin proiectul Announcing Equality, 1000 de ziare de pe întreg teritoriul SUA, au publicat "anunțuri matrimoniale gay" și alte anunțuri din aceeași categorie (liste de invitați, reportaje la fața locului, etc...) dând impresia unei comunități mult mai numeroase decât este în realitate. În 1998, GLAAD a emis un raport, intitulat "Access Denied", care a criticat cenzura Internetului prin filtrarea informațiilor, arătând că aceasta împiedică accesul adolescenților la situri gay fără conținut pornografic, împiedicându-i să caute "răspunsuri la întrebări privind propria identitate sexuală". În martie 2012, organizația a lansat "Commentator Accountability Project", în scopul de a înregistra și cataloga pe toți cei care au luări de poziție publice, în mass-media și pe internet, contra comunității LGBT. Similar, "Studio Responsibility Index", lansat în august 2013, indexează, cataloghează și evaluează modul în care este prezentată comunitatea LGBT în filmele produse de cele mai mari șase studiouri americane cinematografice., iar "Network Responsibility Index", lansat în 2008 , evaluează poziția marilor rețele de televiziune față de comunitatea LGBT. Practic, orice persoană publică este "evaluată" de GLAAD prin prisma poziției față de comunitatea LGBT și problemele acesteia. În 2009, Caroline Michelle "Carrie" Prejean Boller, Miss California și Miss SUA în 2009, care la întrebarea unui membru al juriului (Perez Hilton, homosexual și activist GLAAD, cunoscut om de televiziune și blogger), privind poziția sa față de "căsătoriile gay", a răspuns că aceasta nu poate fi decât între un bărbat și o femeie, a fost ulterior deposedată de titluri, sub pretextul nerespectării contractului, iar Perez Hilton a numit-o "curvă proastă" (orig. "dumb bitch").

## Câteva documente programatice
Chiar dacă nu există un document propriu-zis intitulat "agenda homosexuală", asociațiile de homosexuali din SUA au emis de-a lungul timpului mai multe documente programatice cu caracter ultimativ adresate autorităților statului. Astfel, în documentul intitulat "The 1972 Gay Rights Platform", document elaborat la Convenția Națională a Coaliției organizațiilor homosexualilor, care a avut loc la Chicago în 1972, printre cereri de elaborare de legi specifice, care să interzică discriminarea homosexualilor la angajare, la alocarea unei locuințe, în armată, etc..., apar și cereri precum:
- Eliminarea oricăror restricții care ar împiedica imigrarea și naturalizarea homosexualilor străini.(pct.5, nivel federal)
- Instituirea în învățământ, la nivel federal, a lecțiilor de educație sexuală, lecții elaborate și predate de homosexuali, care să arate elevilor că homosexualitatea este un mod de viață valabil și sănătos, o alternativă viabilă a relațiilor sexuale heterosexuale.(pct.6, nivel federal)
- Abolirea legilor cu privire la vârsta consimțământului sexual. (pct.7, nivel de stat)
- Abolirea legilor care impun sexul și numărul persoanelor care încheie un contract de căsătorie. (pct.8, nivel de stat)

Dacă documentul din 1972 este mai concis, cel din 1993, intitulat "Platforma Marșului din 1993 către Washington pentru eliberare și drepturi egale pentru persoanele gay, lesbiene și bisexuale", este mult mai extins, în principal datorită epidemiei de SIDA, devenită pandemie globală la nivel planetar, dar și includerii printre categoriile discriminate a persoanelor de culoare, persoane în vârstă, handicapați, evrei, etc... Cu toate acestea, se observă o nuanțare a cererilor față de primul document, prin reorientarea scopurilor pe termen scurt, bunăoară, se renunță la legalizarea poligamiei (așa-zisa "căsătorie poliamoroasă"), în timp ce se cere pe un ton imperios legalizarea căsătoriei între persoane de același sex. De asemenea, alături de gay, lesbiene și bisexuali, sunt adăugați și transsexualii. Printre cereri imperioase privind abolirea așa-ziselor "legi ale sodomiei", putem totuși remarca și alte cereri:
- Ajustarea legislației privind adopția și custodia copiilor.
- Redefinirea familiei, astfel încât aceasta să reflecte diversitatea orientării sexuale a indivizilor ce o compun.
- Instituirea de programe speciale la nivel de stat care să răspundă "necesităților speciale" ale persoanelor LGBT.
- Alocarea "masivă" de fonduri pentru cercetări privind SIDA.
- Definirea SIDA ca boală cronică. Testarea infectării cu virusul HIV să nu mai fie obligatorie. Abolirea legilor care interziceau imigrația bolnavilor de SIDA. Etc., etc....

Un document important, cu caracter programatic, apare în 1987, sub semnătura a doi activiști homosexuali, Marshall Kirk și Madsen Hunter (care semnează sub pseudonimul de Erastes Pill). Este vorba despre un eseu, intitulat "Însănătoșirea Americii heterosexuale" (titlu original: "The Overhauling of Straight America"), eseu publicat în revista Guide Magazine. În acest eseu, autorii încearcă să ofere soluții militanților homosexuali pentru îmbunătățirea imaginii pe care o au aceștia în ochii marii majorități heterosexuale. Pornind de la premisa că America heterosexuală nu va accepta niciodată ideea că homosexualitatea este un stil de viață normal și moral, cei doi autori lansează ideea ca homosexualii americani să se portretizeze într-un mod pozitiv în fața marii majorități a populației americane, să se facă plăcuți și acceptabili, definind și metode pentru realizarea acestui obiectiv. Ideea este de a insufla marii majorități ideea că homosexualitatea este doar "un alt stil de viață", care să-i facă "să ridice din umeri". Teoriile celor doi vor fi dezvoltate ulterior în cartea intitulată "După bal : Cum își va învinge America teama și ura față de homosexuali în anii '90" (titlu orig. : "After the Ball: How America Will Conquer Its Fear and Hatred of Gays in the ’90s."), apărută în 1989. Militanții conservatori au inclus imediat cartea în așa-zisa "agendă homosexuală". Purtătorul de cuvânt al organizației creștin-conservatoare Focus on the Family (FOTF sau FotF) a declarat în legătură cu această carte :
„ este o agendă pusă la punct spre sfârșitul anilor '80, într-o carte intitulată "După bal", în care vorbesc despre un plan în șase puncte despre cum să transforme percepția americanilor obișnuiți cu privire la comportamentul homosexual - într-o decadă doar... Ei admit acest lucru în mod privat, dar n-o spun niciodată public. În publicațiile destinate exclusiv homosexualilor, activiștii homosexuali admit că este de fapt o agendă. Planul (agenda) în șase puncte din 1989 este clar : vorbește despre homosexuali și despre homosexualitate cât mai tare posibil... Portretizează-i pe homosexuali ca victime, nu ca adversari agresivi... Oferă o cauză pentru eventualii protectori ai homosexualilor... Fă-i pe homosexuali să arate bine... Fă-i pe oponenții lor să arate rău... Procură fonduri de la marile corporații...”

### Satirizarea criticilor "agendei gay"
Un pamflet satiric, având drept autor pe un anume Michael Swift, intitulat "Gay Revolutionary", a fost prezentat de oponenții homosexualilor drept document programatic real, o adevărată „agendă gay”. Textul îi ironiza pe cei care răspândeau frica, prezentând în tușe stridente mesajele acestora:
„Fiii voștri vor deveni fetițele noastre și ne vor satisfice poftele. Îi vom remodela după chipul și asemănarea noastră. Cuprinși de dorință, ei ne vor adora. […] Toate legile care interzic homosexualitatea vor fi anulate. În compensație, vor fi promulgate legi care promovează dragostea între bărbați. [...] Suntem peste tot, ne-am infiltrat în rândurile voastre. Aveți grijă când vorbiți despre homosexuali, deoarece suntem mereu printre voi […] Familia, locul în care se nasc minciuna, trădarea, mediocritatea, ipocrizia și violența, va fi desființată. Instituția familiei, care doar otrăvește imaginația și împovărează libera voință, trebuie desființată. Băieți perfecți vor fi elaborați și crescuți în laboratoare genetice. Ei vor fi legați împreună în comunități homosexuale, sub controlul și indicațiile savanților homosexuali. [...] Toate bisericile care ne condamnă vor fi închise.[…]”
Autorul își descria mesajul ca fiind „o nebunie licențioasă, o fantezie tragică și crudă, o explozie de furie interioară, despre cum cei asupriți ar visa cu disperare să fie asupritori”.

## Informații corelate
- Hormonii prenatali și orientarea sexuală
- Homosexualitatea la animalele non-umane
- Mediul postnatal și orientarea sexuală
- Sinuciderea în rândul tinerilor LGBT
- Ordinea nașterii fraților și orientarea sexuală la bărbați
- Cauzele incongruenței de gen (en.)
- Intersexualitatea. Persoanele intersex (pop. hermafrodiții)
- Transexualismul
- Persecutarea și anihilarea persoanelor LGBT în timpul Germaniei Naziste (en.)
- Sodomia
- Sexul
- Demografia orientării sexuale